# Mourneview Park
Il Mourneview Park è il principale impianto sportivo di Lurgan, in Irlanda del Nord. Ospita abitualmente le partite interne del Glenavon, ma anche quelle delle Nazionali nordirlandesi Under-21 maschile e quella maggiore femminile. La sua capacità è di 4.160 posti.

## Storia
La sua inaugurazione è avvenuta nel 1895.
Tra il 1992 e il 2005 l'impianto è stato oggetto di diverse manutenzioni, fra cui la costruzione di tre tribune. In passato, il Mourneview Park veniva spesso usato dalla Irish Football Association come sede di match in campo neutro.
Nel corso degli anni la struttura è stata danneggiata da alcuni episodi di vandalismo, come nel caso dell'attacco incendiario del 2005 ad un bar di tifosi posto sotto una delle tribune, ma nello stesso anno, ospitò 3 partite dell'Europeo under 19 2005 maschile svoltasi in Irlanda del Nord
Nel 2009 il Mourneview Park ha ospitato la finale di Irish Football League Cup, complice l'assenza delle due principali squadre di Belfast, in quella che fu la prima finale disputata fuori dalla capitale.
Nell'estate 2014 il Linfield ha utilizzato questo stadio come sede dei propri incontri casalinghi di UEFA Europa League, vista l'indisponibilità del Windsor Park a causa di lavori di ristrutturazione.